# Ceresium nigroapicale
Ceresium nigroapicale là một loài bọ cánh cứng trong họ Cerambycidae.